# Anneke Venema
Anneke Venema, nekdanja nizozemska veslačica, * 19. januar 1971, Veendam.
Na Poletnih olimpijskih igrah leta 2000 v Sydneyju je z nizozemskim osmercem osvojila srebrno olimpijsko medaljo. Na predhodni Olimpijadi v Atlanti je z Elien Meijer v dvojcu brez krmarja osvojila osmo mesto.